# Cordele
Cordele je město v Crisp County, v Georgii, ve Spojených státech amerických. V roce 2011 žilo ve městě 11137 obyvatel.

## Demografie
Podle sčítání lidí v roce 2000 žilo ve městě 11608 obyvatel, 4303 domácností a 2839 rodin. V roce 2011 žilo ve městě 4997 mužů (44,9%), a 6140 žen (55,1%). Průměrný věk obyvatele je 33 let.